# Exorista civilis
Exorista civilis är en tvåvingeart som först beskrevs av Camillo Rondani 1859.  Exorista civilis ingår i släktet Exorista och familjen parasitflugor. Inga underarter finns listade i Catalogue of Life.